# 359年
| 千纪： | 1千纪                                                                                                  |
| 世纪： | 3世纪 \| 4世纪 \| 5世纪                                                                                |
| 年代： | 320年代 \| 330年代 \| 340年代 \| 350年代 \| 360年代 \| 370年代 \| 380年代                              |
| 年份： | 354年 \| 355年 \| 356年 \| 357年 \| 358年 \| 359年 \| 360年 \| 361年 \| 362年 \| 363年 \| 364年        |
| 纪年： | 己未年（羊年）；东晋升平三年；前凉建兴四十七年；代国建国二十二年；前秦永兴三年，甘露元年；前燕光寿三年 |

## 大事记
- 薩珊王朝沙普爾二世進入敘利亞，羅馬帝國軍隊節節敗退。
- 東晉諸葛攸再攻前燕，在東阿被慕容評等人擊敗。
- 謝萬與北中郎將郗曇兵分兩路北伐前燕，卻因郗曇因病退兵以及謝萬統率失誤而令軍隊驚潰敗退，令許昌、潁川、譙郡、沛郡等豫州各郡落入前燕之手，回國後就被废為庶人。
- 前涼大臣張瓘想殺掉宋混以及宋澄，乘勢將涼王張玄靚廢黜，取而代之，被宋混和宋澄聚兵擊敗。

## 出生
- 燕威帝慕容冲

## 逝世
- 張瓘，十六国前凉大臣，前凉国王张氏族人。